# Якобссон, София
Софи́я Я́кобссон (швед. Sofia Jakobsson; род. 23 апреля 1990, Эрншёльдсвик, Вестерноррланд) — шведская футболистка, выступающая на позиции нападающего в английском клубе «Лондон Сити Лайонессес». Считалась одной из самых перспективных молодых футболисток в Европе. Игрок национальной сборной Швеции.

## Игровые качества
Мощный нападающий, обладающая высокой скоростью.

## Карьера

### Клубная карьера

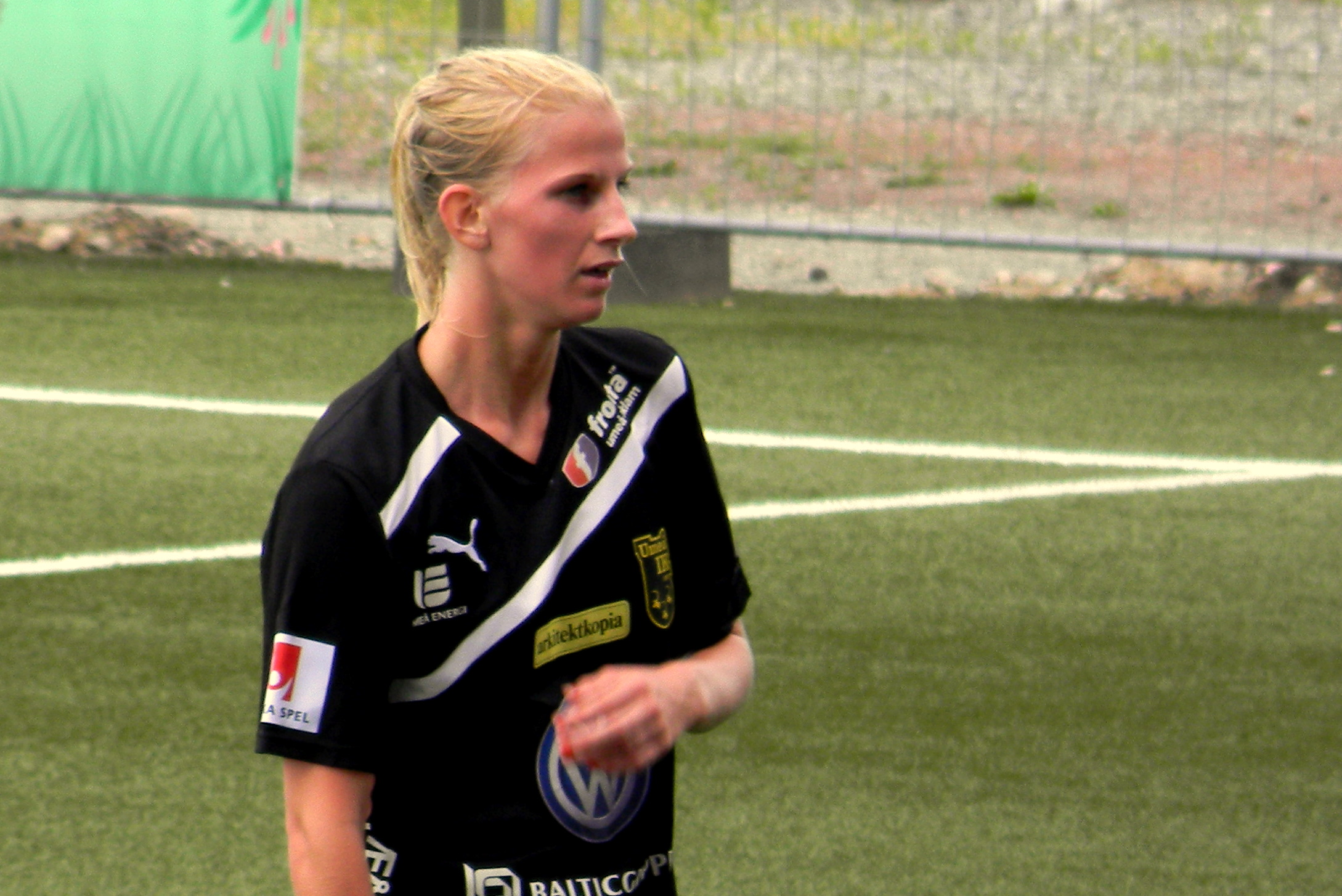
В составе «Умео» в 2011 году

В 2008 году перешла в один из сильнейших клубов Швеции «Умео». С 2009 года постоянно играла в основе, став одним из лидеров команды. По итогам 2011 года была названа «лучшим нападающим» и «прорывом года» в Швеции.
В сентябре 2011 года подписала однолетний контракт с «Россиянкой», чтобы иметь возможность выступить в Лиге Чемпионов. Вместе с новой командой, забив четыре гола в пяти матчах, вышла в четвертьфинал Лиги Чемпионов. Осенью 2011 года играла только в матчах Лиги чемпионов, а с 2012 года участвовала в матчах чемпионата России, где за неполные два сезона сыграла 13 матчей и забила 9 голов. Чемпионка России 2012/13, серебряный призёр чемпионата 2012/13.
В начале 2013 года снова сменила клуб, переехав в лондонский «Челси». За английский клуб Якобссон провела всего 11 игр, забив 6 голов, после чего перебралась в более сильный немецкий чемпионат, подписав контракт с новичком Бундеслиги клубом «Клоппенбург».
В Германии Якобссон провела один сезон и в 2014 году перебралась во французский «Монпелье». Во Франции провела пять сезонов, забив более 50 голов в чемпионате. Вице-чемпионка Франции 2016/17, финалистка Кубка Франции 2014/15, 2015/16.

### Сборная
Якобссон дебютировала в молодёжной сборной (для девушек до 19 лет) в 2007 году. Вместе со своей командой она квалифицировалась на Чемпионат Европы 2009 года, где завоевала серебряную медаль, став лучшим бомбардиром. На следующий год она приняла участие в Чемпионате мире среди девушек до 20 лет. Якобссон стала автором двух голов на стадии группового турнира, составив с Антонией Ёранссон (также отличившейся дважды) грозную атакующую силу. Но несмотря на их старания, сборная Швеции проиграла в четвертьфинале колумбийкам.
Летом 2011 года попала в заявку взрослой национальной сборной на Чемпионат мира в Германию. Конкуренция в команде была очень высока и Якобссон приняла участие всего в двух матчах, оба раза выходя на замену во втором тайме. По итогам турнира сборная Швеции завоевала бронзовые медали.
В 2012 году приняла участие в Олимпийский играх в Лондоне. Вместе со своей командой вышла в четвертьфинал, где уступила Франции. Во всех четырёх матчах выходила в стартовом составе и забила на турнире один гол (в ворота сборной Канады).
В 2016 году приняла участие в Олимпийский играх в Рио-де-Жанейро, где вместе со своей командой завоевала серебряные медали. В четырёх матчах выходила в стартовом составе и ещё в одном — на замену, но не смогла отличиться ни разу.
На мировом первенстве 2019 года, который проходил в июне во Франции, София в матче четвертьфинала против сборной Германии забила гол, а её команда одержала победу 2:1 и вышла в полуфинал. В матче за третье место против сборной Англии на 22-й минуте забила гол, а её сборная победила 2:1.
Всего сыграла за сборную более 100 матчей.